# Micranisa ralianga
Micranisa ralianga is een vliesvleugelig insect uit de familie Pteromalidae. De wetenschappelijke naam is voor het eerst geldig gepubliceerd in 1981 door Mathew & Balakrishnan.